# نیو (شرکت خودروسازی)
نیو (به چینی: 蔚来; پین‌یین: Wèilái) یک تولیدکننده خودروی چینی است که دفتر مرکزی آن در شانگهای چین قرار دارد و متخصص در طراحی و توسعه خودروهای خودران الکتریکی است.
این شرکت همچنین در مسابقات فرمولا ئی که اولین سری مسابقات خودروهای تک سرنشین تمام الکتریکی است، حضور دارد.

## بررسی اجمالی

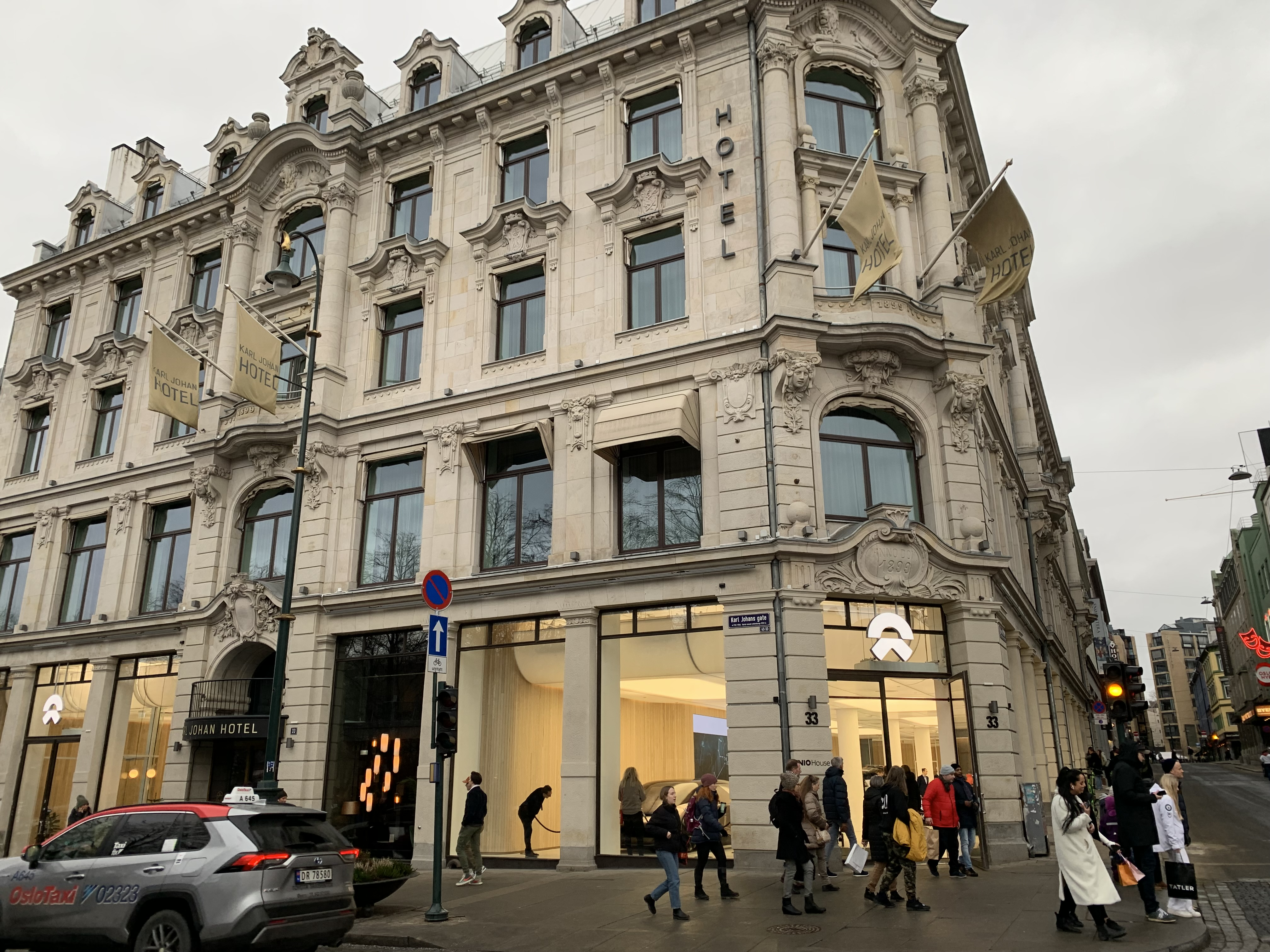
مقر دفتر مرکزی شرکت نیو

شرکت نیو توسط ویلیام لی (چینی: 李斌; پین‌یین: Lǐ Bīn) تأسیس شد و پس از راه اندازی، چندین شرکت از جمله تنسنت، تماسک، بایدو، لنوو و تی‌پی‌جی کپیتال در این شرکت سرمایه‌گذاری کردند.
تولید خودرو مسابقه‌ای شرکت، یعنی نیو ای‌پی۹، بلافاصله و در اولین روز شروع به کار شرکت آغاز شد.

## محصولات

### مدل‌های کنونی
| مدل | نگاره | مشخصات                                                                          |
| --- | ----- | ------------------------------------------------------------------------------- |
| EP9 |       | - خودروی مخصوص پیست مسابقه - موتور الکتریکی خنک‌شونده آبی غیر مستقیم - کوپه ۲ در |
| ES8 |       | - شاسی‌بلند چندمنظورهٔ اسپرت - مجموعه باتری لیتیم-یون - ۵ در - ۷ نفره             |
| ES6 |       | - شاسی‌بلند چندمنظورهٔ اسپرت - مجموعه باتری لیتیم-یون - ۵ در - ۵ نفره             |